# Habranthus bagnoldi
Habranthus bagnoldi é uma espécie de planta do gênero Habranthus.